# Rich Peverley
Rich Peverley (né le 8 juillet 1982 à Guelph dans la province de l'Ontario au Canada) est un joueur professionnel retraité canadien de hockey sur glace.

## Carrière
Après avoir passé quatre saisons au niveau junior avec l'équipe de l'Université St. Lawrence, équipe évoluant dans la ECAC Hockey League, Perverley rejoint les rangs professionnel en 2004 et débute alors dans l'ECHL avec les Stingrays de la Caroline du Sud.  
Dès sa première saison, ses performances sur glace retiennent l'attention des dirigeants des Admirals de Milwaukee, club de la Ligue américaine de hockey, affilié aux Predators de Nashville. Peverley se voit ainsi invité à rejoindre leurs rangs pour la saison 2005-2006.
Le 18 janvier 2007, il signe un contrat avec les Predators et prend part quelques jours plus tard à son tout premier match dans la LNH. Le 10 janvier 2008, alors soumis au ballotage par les Preds, il se voit être réclamé par les Thrashers d'Atlanta.
Il fut échangé aux Bruins de Boston le 18 février 2011 avec Boris Valábik en retour de Mark Stuart et Blake Wheeler.
Le 4 juillet 2013, les Bruins de Boston et les Stars de Dallas font un échange à sept joueurs dont Peverley est inclus. Les Bruins l'envoie avec Tyler Seguin et Ryan Button pour Loui Eriksson, Joe Morrow, Matt Fraser et Reilly Smith.
Le 10 mars 2014, alors que son équipe affronte les Blue Jackets de Columbus, il s'effondre sur le banc de son équipe victime d'un arrêt cardiaque.
Le 4 septembre 2015, Peverley décide d'accrocher ses patins et de se joindre au département du développement des joueurs des Stars. 

### Carrière internationale
Il représente l'équipe du Canada au niveau international à l'occasion du championnat du monde de 2010.

## Statistiques
Pour les significations des abréviations, voir Statistiques du hockey sur glace.

### Statistiques en club
| Saison     | Équipe                          | Ligue      |     | Saison régulière | Saison régulière | Saison régulière | Saison régulière | Saison régulière |   | Séries éliminatoires | Séries éliminatoires | Séries éliminatoires | Séries éliminatoires | Séries éliminatoires |
| Saison     | Équipe                          | Ligue      | PJ  | B                | A                | Pts              | Pun              | PJ               | B | A                    | Pts                  | Pun                  |                      |                      |
| 2000-2001  | Saints de St. Lawrence          | ECAC       | 29  | 2                | 4                | 6                | 4                | -                | - | -                    | -                    | -                    |                      |                      |
| 2001-2002  | Saints de St. Lawrence          | ECAC       | 34  | 10               | 21               | 31               | 18               | -                | - | -                    | -                    | -                    |                      |                      |
| 2002-2003  | Saints de St. Lawrence          | ECAC       | 34  | 15               | 23               | 38               | 12               | -                | - | -                    | -                    | -                    |                      |                      |
| 2003-2004  | Saints de St. Lawrence          | ECAC       | 41  | 17               | 25               | 42               | 34               | -                | - | -                    | -                    | -                    |                      |                      |
| 2004-2005  | Pirates de Portland             | LAH        | 1   | 0                | 0                | 0                | 0                | -                | - | -                    | -                    | -                    |                      |                      |
| 2004-2005  | Stingrays de la Caroline du Sud | ECHL       | 69  | 30               | 28               | 58               | 72               | 4                | 2 | 2                    | 4                    | 6                    |                      |                      |
| 2005-2006  | Admirals de Milwaukee           | LAH        | 65  | 12               | 34               | 46               | 44               | 21               | 2 | 9                    | 11                   | 18                   |                      |                      |
| 2005-2006  | Royals de Reading               | ECHL       | 11  | 4                | 11               | 15               | 4                | -                | - | -                    | -                    | -                    |                      |                      |
| 2006-2007  | Predators de Nashville          | LNH        | 13  | 0                | 1                | 1                | 0                | -                | - | -                    | -                    | -                    |                      |                      |
| 2006-2007  | Admirals de Milwaukee           | LAH        | 66  | 30               | 38               | 68               | 62               | 4                | 1 | 2                    | 3                    | 8                    |                      |                      |
| 2007-2008  | Predators de Nashville          | LNH        | 33  | 5                | 5                | 10               | 8                | 6                | 0 | 2                    | 2                    | 0                    |                      |                      |
| 2007-2008  | Admirals de Milwaukee           | LAH        | 45  | 14               | 40               | 54               | 50               | 3                | 1 | 0                    | 1                    | 0                    |                      |                      |
| 2008-2009  | Predators de Nashville          | LNH        | 27  | 2                | 7                | 9                | 15               | -                | - | -                    | -                    | -                    |                      |                      |
| 2008-2009  | Thrashers d'Atlanta             | LNH        | 39  | 13               | 22               | 35               | 18               | -                | - | -                    | -                    | -                    |                      |                      |
| 2009-2010  | Thrashers d'Atlanta             | LNH        | 82  | 22               | 33               | 55               | 36               | -                | - | -                    | -                    | -                    |                      |                      |
| 2010-2011  | Thrashers d'Atlanta             | LNH        | 59  | 14               | 20               | 34               | 35               | -                | - | -                    | -                    | -                    |                      |                      |
| 2010-2011  | Bruins de Boston                | LNH        | 23  | 4                | 3                | 7                | 2                | 25               | 4 | 8                    | 12                   | 17                   |                      |                      |
| 2011-2012  | Bruins de Boston                | LNH        | 57  | 11               | 31               | 42               | 22               | 7                | 3 | 2                    | 5                    | 4                    |                      |                      |
| 2012-2013  | JYP Jyväskylä                   | SM-liiga   | 29  | 9                | 14               | 23               | 47               | -                | - | -                    | -                    | -                    |                      |                      |
| 2012-2013  | Bruins de Boston                | LNH        | 47  | 6                | 12               | 18               | 16               | 21               | 2 | 0                    | 2                    | 12                   |                      |                      |
| 2013-2014  | Stars de Dallas                 | LNH        | 62  | 7                | 23               | 30               | 15               | -                | - | -                    | -                    | -                    |                      |                      |
| Totaux LNH | Totaux LNH                      | Totaux LNH | 442 | 84               | 157              | 241              | 167              | 59               | 9 | 12                   | 21                   | 33                   |                      |                      |

### Statistiques en équipe nationale
| Année | Équipe | Compétition          |   | PJ | B | A | Pts | Pun      |  | Résultat |
| 2010  | Canada | Championnat du monde | 7 | 1  | 3 | 4 | 4   | 7e place |  |          |

## Transactions en carrière
- 18 janvier 2007 : signe un contrat a titre d'agent libre avec les Predators de Nashville de la Ligue nationale de hockey.
- 10 janvier 2008 : réclamé au ballotage par les Thrashers d'Atlanta.
- 18 février 2011 : échangé par les Thrashers avec Boris Valábik aux Bruins de Boston en retour de Mark Stuart et de Blake Wheeler.
- 4 juillet 2013 : échangé par les Bruins avec Tyler Seguin et Ryan Button aux Stars de Dallas en retour de Loui Eriksson, Reilly Smith, Matt Fraser et Joe Morrow.
- 4 septembre 2015 : annonce son retrait de la compétition.